# Plomo-208
El plomo-208 es un isótopo estable del elemento químico plomo. Tiene un número másico de 208, con 82 protones y 126 neutrones y una masa atómica de  207,9766521 g/mol. Su energía de enlace nuclear es de 1636445728 ± 2921 eV.
Es el más pesado de los isótopos estables conocidos. Tiene además la particularidad de disponer de un doble número mágico al presentarlo tanto en el número de protones como en el de neutrones.
El plomo-208 es el producto final de la cadena de desintegración del Torio-232, por lo que también se le conoce con el nombre de Torio D.

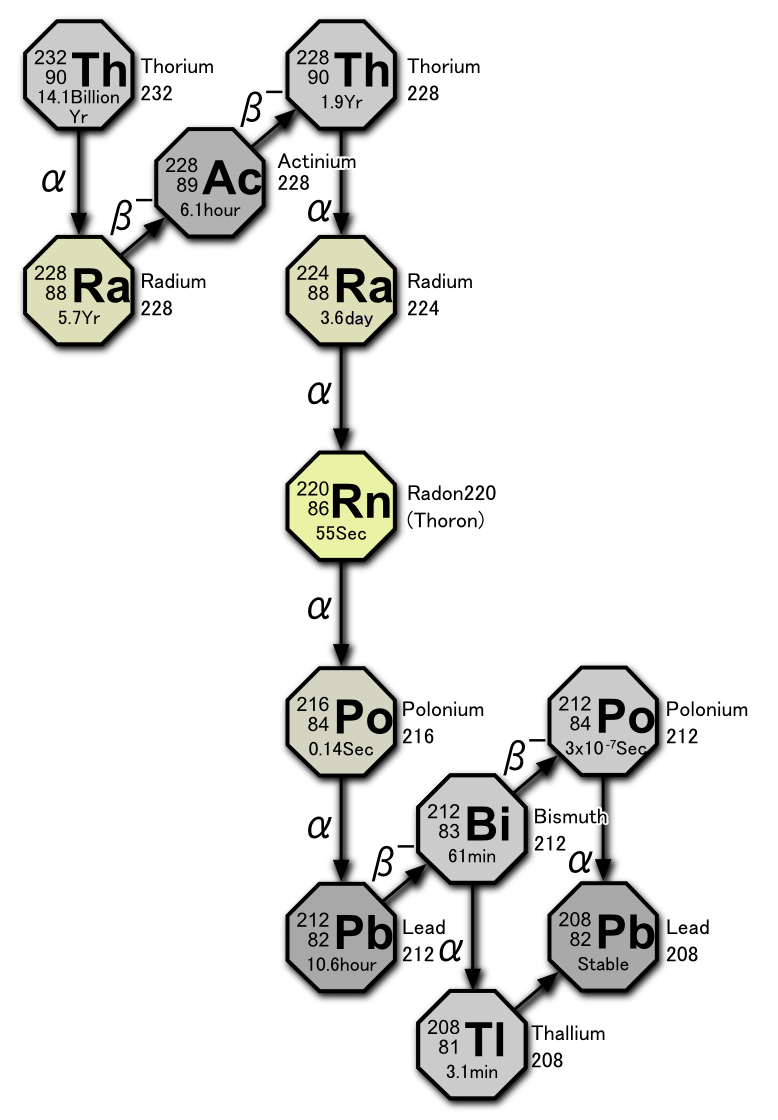
Cadena de desintegración del Torio